# Kusumoto Masataka

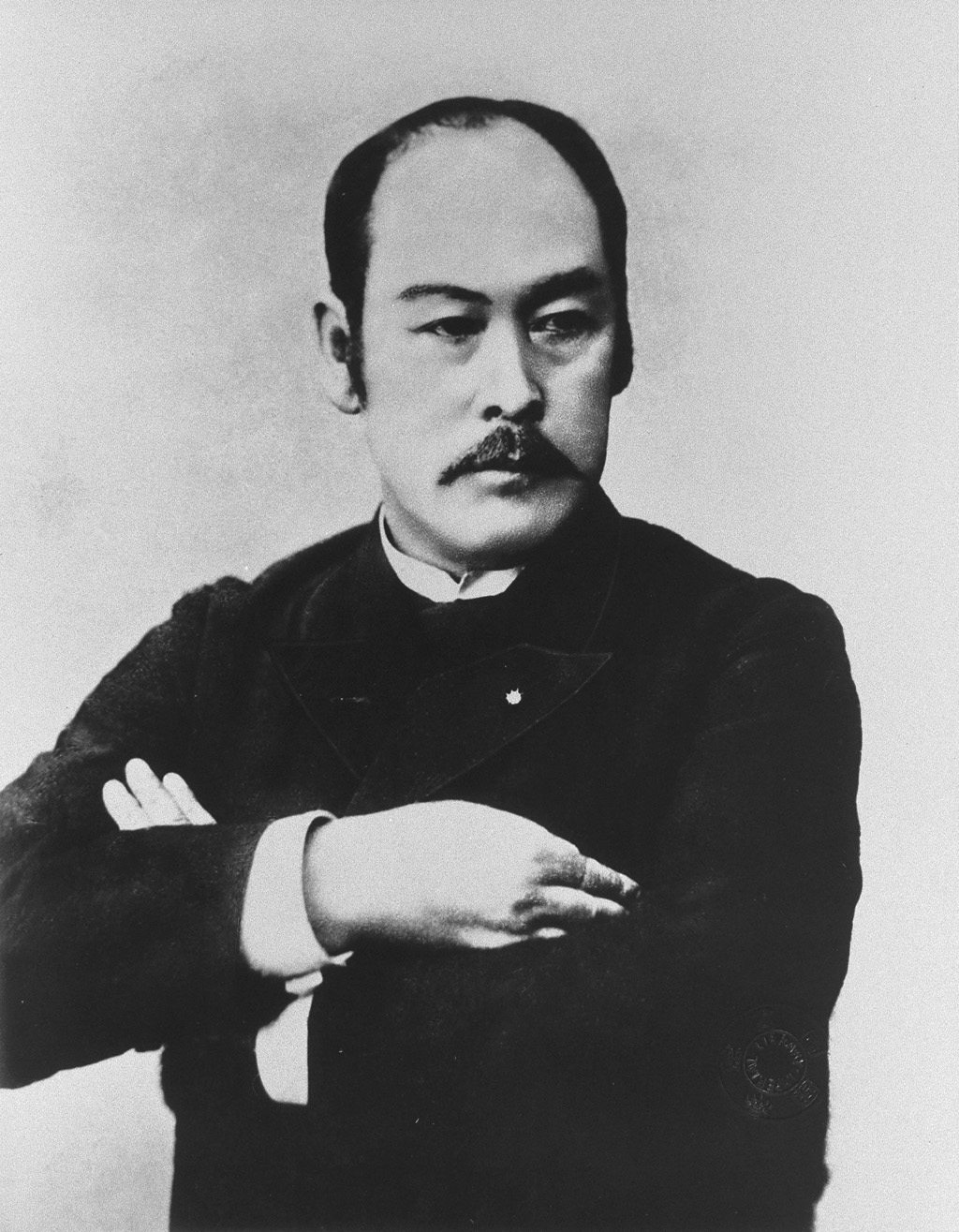
Kusumoto Masataka

Danshaku Kusumoto Masataka (japanisch 楠本 正隆; * 14. April 1838 in Ōmura, Provinz Hizen, heute: Ōmura, Präfektur Kōchi; † 7. Februar 1902) war ein japanischer Regierungsbeamter und Politiker, der unter anderem zwischen 1875 und 1879 Gouverneur von Tokio sowie von 1893 bis 1896 Präsident des Shūgiin war.

## Leben
Kusumoto Masataka war Aufseher der vom Ōmura-Klan verwalteten Schule und beteiligte sich aktiv als Schiedsrichter (Chūrō) des Clans an der zunehmenden Bewegung zur Verehrung des Kaisers und Vertreibung der Barbaren (Sonno Joi Undo) und der Bewegung gegen das Shōgunat von Tokugawa Yoshinobu. 1872 wurde er als Nachfolger von Hiramatsu Tokiatsu Gouverneur von Niigata und konzentrierte sich bis zu seiner Ablösung durch Moriteru Nagayama 1875 auf Reformen, darunter die Einrichtung einer Versammlung und die Förderung einer Grundsteuerreform, wodurch er sich den Ruf eines hervorragenden lokalen Beamten erwarb. Nach Diensten als Sekretär des lokalen Versammlungsrats und Beamter im Innenministerium (Naimu Daijo) wurde er am 19. Dezember 1875 als Nachfolger von Ōkubo Ichiō zunächst außerordentlicher Gouverneur (Gonchiji) der Präfektur Tokio und fungierte vom 22. Januar 1877 bis zu seiner Ablösung durch Matsuda Michiyuki am 12. Dezember 1879 Gouverneur von Tokio. In dieser Funktion leitete er 1878 die Neugestaltung der Bezirke ein.

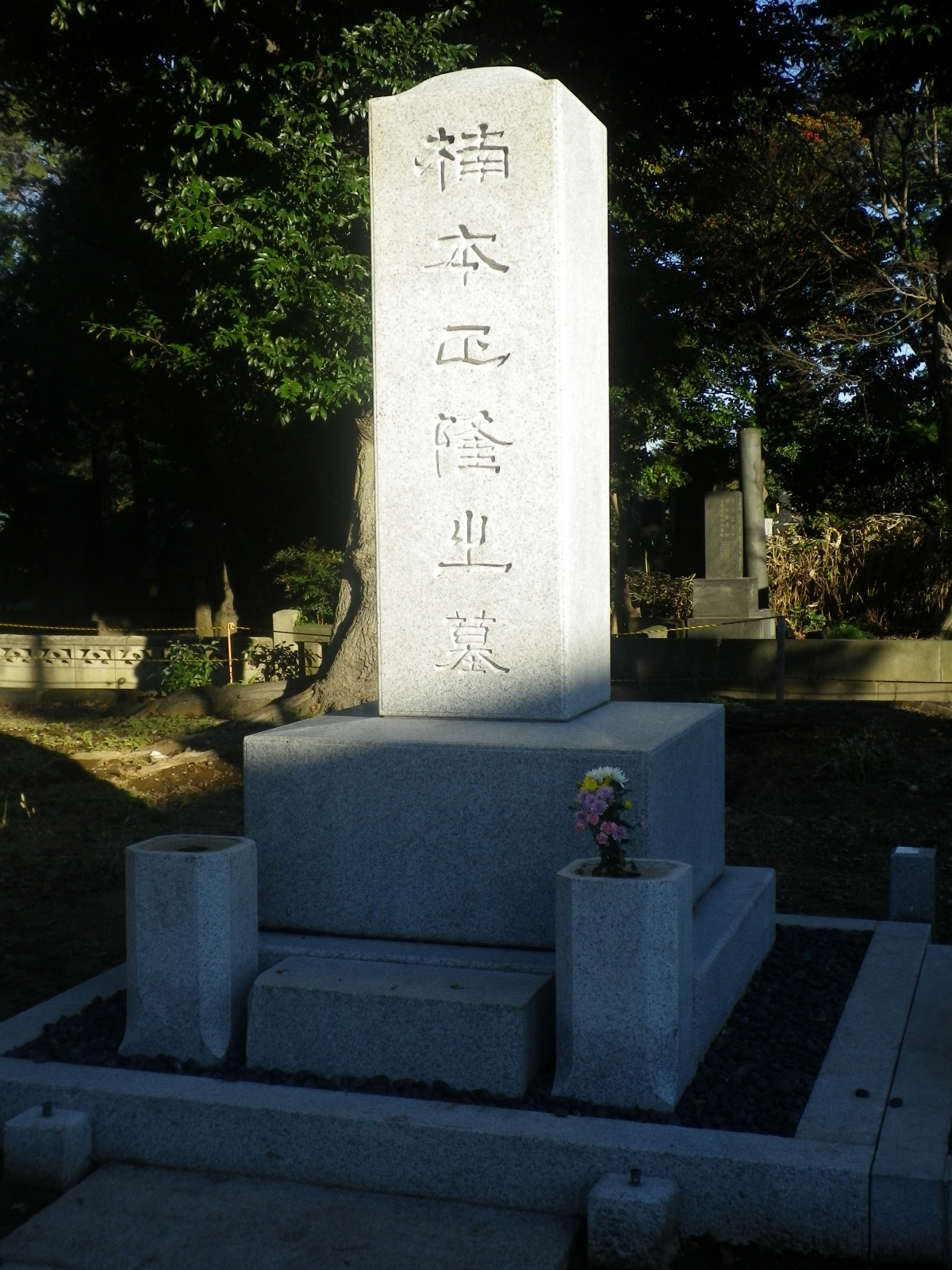
Grabstätte von Kusumoto Masataka

Im Anschluss wurde Kusumoto 1879 Mitglied des Ältestenrates (Genrōin), ein Beratungsorgan für legislative und administrative Fragen in der frühen Meiji-Zeit. Am 27. Dezember 1889 wurde er Vizepräsident des Ältestenrates und bekleidete dieses Amt bis zur Auflösung des Gremiums am 20. Oktober 1890. Er war damit Stellvertreter des Präsidenten des Genrōin, Yanagiwara Sakimitsu, den er zuvor als Vizepräsident abgelöst hatte. 1890 wurde er als Unabhängiger bei den ersten allgemeinen Wahlen zum Mitglied des Repräsentantenhauses (Shūgiin gichō), des Unterhauses des Reichstages (Teikoku-gikai), gewählt und danach wurde er viermal in Folge wiedergewählt. Nachdem er 1892 dem Dōmei-Klub beigetreten war, war er als Nachfolger von Sone Arasuke vom 26. November 1893 bis zu seiner Ablösung durch Abe Iwane am 15. Dezember 1893 stellvertretender Sprecher des Repräsentantenhauses. Daraufhin wurde er am 13. Dezember 1893 als Nachfolger von Hoshi Tōru selbst Präsident des Shūgiin und bekleidete das Amt des Parlamentspräsidenten bis zum 8. Juni 1896, ehe Hatoyama Kazuo am 25. Dezember 1896 dieses Amt übernahm. Er wurde 1894 Mitglied der Konstitutionellen Reformpartei (Rikken Kaishintō) und trat zuletzt der am 1. März 1896 gegründeten Fortschrittspartei (Shinpotō) unter Ōkuma Shigenobu bei.
Nach seinem Ausscheiden aus dem Repräsentantenhaus wurde Kusumoto Masataka als Baron (Danshaku) in den Adelsstand (Kazoku) erhoben. Er war außerdem Eigentümer und Präsident der Zeitung Miyako Shimbun. Für seine Verdienste wurde ihm ferner der Orden der Aufgehenden Sonne Erster Klasse verliehen.